# Ivan Petrovič Pavlov
Ivan Petrovič Pavlov (Rjazanj, 14. rujna 1849. – Lenjingrad, 27. veljače 1936.), ruski fiziolog 
Bio je profesor farmakologije u Lenjingradu na Vojnomedicinskoj akademiji, te je upravljao fiziološkim odjelom Instituta za eksperimentalnu medicinu. Značajni su mu radovi o inervaciji srca i o funkciji jetre. Istraživanja fiziologije želučane sekrecije donijela mu je 1904. godine Nobelovu nagradu za fiziologiju ili medicinu. 
Ivan Pavlov bio je pionir biheviorizma. Na istraživanjima sa psima ustvrdio je proces formiranja tzv. uvjetnog (konidicioniranog) refleksa.
Svaki refleks uključuje podražaj (stimulus) i odgovor (reakciju). Svaki uvjetni refleks naučen je na bazi prethodno postojećeg refleksa ili tzv. bezuvjetnog refleksa. U Pavlovljevim eksperimentima sa psima, bezuvjetni refleks bila je proizvodnja sline kao reakcija na podražaj hrane. Dakle, pas je gladan i kada vidi lijepi odrezak cure mu sline.
Na bazi toga bezuvjetnog refleksa Pavlov je učio pse novi, uvjetni refleks, koji prethodno nisu znali. U tom novom refleksu ista reakcija, kao na primjer slinjenje, izazvana je nekim drugim podražajem, a ne hranom. Tako su na primjer psi naučili sliniti na zvučni podražaj zvonca. Da bi to postigao, Pavlov je trebao prvo prezentirati neko vrijeme zvonce i hranu zajedno. Nakon toga su psi naučili reagirati samo na zvonce kao da im je prezentirana hrana i to je bio uvjetni refleks. Da bi ta procedura bila uspješna, bilo je potrebno prezentirati prvo zvonce i onda hranu, a nikako obrnuto. Simultana prezentacija isto nije bila efikasna za formiranje uvjetnog refleksa.
Njegova istraživanja bila su dalekosežna, posebno s obzirom na primjenu u psihologiji i psihijatriji jer su se smatrali fundamentalnima za proces učenja. Unošenjem novih ideja i shvaćanja formirao je u fiziološkoj znanosti pravac nazvan Ruskom fiziološkom školom.
Potrebno je razlikovati Pavlovljevo (ili klasično) uvjetovanje od operantnog uvjetovanja, kojega je otac bio B. F. Skinner.

## Poveznice
- Pavlovljev refleks

## Vanjske poveznice
- Životopis na Nobelprize.org